# Prvi berberski rat
Prvi berberski rat (1801. – 1805.), također poznat i pod nazivima Rat u Tripoliju ili Berberski obalni rat, bio je prvi od dva oružana sukoba između Sjedinjenih Američkih Država i sjeverozapadnih afričkih muslimanskih država u to vrijeme poznatih pod nazivom Berberske države. Te su se države sastojale od nezavisnoga marokanskog Sultanata te Osmanskih provincija Tripolija, Alžira i Tunisa koje su uživale veliku autonomiju. Uzrok rata bile su visoke novčane potražnje Berberskih država od SAD-a koje je tadašnji Predsjednik SAD-a Thomas Jefferson odbijao plaćati te učestali napadi na američke brodove i porobljavanje posada uz potražnju visokih otkupnina. Bio je to prvi rat koji su SAD vodile na stranom tlu i morima.

## Pozadina sukoba
Berberski pirati iz Osmanskih provincija Alžira, Tunisa i Tripolija u Sjevernoj Africi te nezavisnoga marokanskog Sultanata pod dinastijom Alida stoljećima su pustošili i pljačkali Mediteranom. Napadima na trgovačke brodove i porobljavanjem posade te traženjem otkupnina muslimanski vođe spomenutih nacija bogatile su se i osnaživale, osobito s mornaricom. Rimskokatolički red Presvetoga Trojstva (eng. The Order of the Most Holy Trinity) stoljećima je iz Francuske rukovodio specijalnim misijama prikupljanja i raspodjele novca za otkupninu zatvorenika sredozemnih pirata. Prema napisima Roberta Davisa, između 16. i 19. stoljeća Berberski su pirati zarobili i u roblje prodali čak 1 do 1,25 milijuna Europljana.
Berberski pirati predvodili su napade na američke trgovačke brodove u pokušajima da dobiju otkupninu za živote zarobljenih mornara, a u konačnici su naplaćivali SAD-u i "zaštitu" od budućih napada – dogovor kakav su već postigli s drugim raznim europskim zemljama. Prije Sporazuma u Parizu kojim su se SAD formalno odcijepile od Velike Britanije, američki brodovi nalazili su se pod patronatom Francuske tijekom trajanja Revolucije zahvaljujući potpisanom Ugovoru o savezništvu (1778. – 1783.). Premda se u tom ugovoru Berberske države ne spominju imenom, njegovi određeni članci spominju zajedničke neprijatelje SAD-a i Francuske koji uključuju Berberske države i pirate općenito. Upravo zbog toga su napadi na američke brodove započeli tek nakon završetka Američke revolucije, kada je Vlada SAD-a izgubila zaštitu koju je imala Ugovorom o savezništvu.
Nedostatak zaštite od strane Europljana doveo je do prvog napada na američki trgovački brod nakon Sporazuma u Parizu. Dana 11. listopada 1784. godine marokanski pirati napali su jedrenjak Betsey. Španjolska vlada pregovarala je oko oslobođenja broda i posade, ali je također i ponudila savjet SAD-u kako izaći na kraj s Berberskim državama. Savjet je bio da SAD redovno počnu plaćati danak kako bi spriječile daljnje napade na svoje trgovačke brodove. Tadašnji američki Ministar vanjskih poslova Thomas Jefferson odlučio je poslati izaslanike u Maroko i Alžir kako bi oni pokušali dogovoriti uvjete i puštanje na slobodu zarobljenih pomoraca koji su se u to vrijeme nalazili u Alžiru. Maroko je bila prva država Berberske obale koja je potpisala pakt sa SAD-om dana 26. lipnja 1786. godine. Potpisanim paktom službeno su okončani svi marokanski piratski napadi na buduće američke trgovačke brodove. Specifičan je bio članak 6 u kojem je jasno naznačeno da će se svaki američki mornar koji bude zarobljen od strane Maroka ili bilo koje druge Berberske države, a bude držan u bilo kojem marokanskom gradu odmah osloboditi i nalaziti pod zaštitom Marokanske države.
Američki diplomat u Alžiru, drugoj najvećoj Berberskoj obalnoj državi, nije bio toliko uspješan kao onaj u Maroku. Alžir je započeo s piratskim napadima na SAD dana 25. srpnja 1785. godine napadom na škunu Maria te škunu Dauphin tjedan dana kasnije. Sve četiri Berberske države zahtijevale su otkupninu u iznosu od 660 tisuća dolara (svaka). Međutim, izaslanici su imali budžet od svega 40 tisuća dolara s kojima su trebali postići mir. Diplomatski pregovori kojima se trebala pronaći razumna suma kojom bi se oslobodili zatočeni mornari teško su napredovali. Zbog toga su posade škuna Maria i Dauphin ostale u zatočeništvu preko cijelog jednog desetljeća i uskoro se pridružile posadama ostalih brodova koje su bile zarobljene od strane Berberskih država.
Godine 1795. Alžir je sklopio dogovor kojim je oslobođeno 115 američkih mornara za sumu od preko milijun dolara. Ova suma iznosila je jednu šestinu kompletnog američkog budžeta, a bila je tražena i kao danak kako bi se spriječili daljnji piratski napadi Berberskih država. Daljnje tražbine isplate danka u konačnici su dovele do oformljavanja američkog odjela ratne mornarice 1798. godine kojim bi se spriječili daljnji napadi na američke brodove i završila ekstremno velika potražnja novaca od strane Berberskih država.
Razna pisma i svjedočenja zarobljenih mornara opisivala su njihovo zatočeništvo kao oblik ropstva, premda se zatočeništvo Berberskih država razlikovalo od onoga kojeg su u to doba prakticirale SAD i razne zemlje Europe. Zatočenici Berberskih država mogli su se domoći bogatstva i imovine te stvoriti status koji je nadilazio onaj tipičnih robova. Jedan takav primjer bio je James Leander Cathcart koji se uzdigao do najviše pozicije kojeg je jedan Katolički rob mogao dostići u Alžiru te postao savjetnik alžirskom begu odnosno kralju. Međutim, većina zatočenika ipak je bila prisiljena na težak fizički rad te se borila s lošim uvjetima života koji su uključivali učestalu izloženost štetočinama i raznim bolestima. Kako je glas o njihovom tretmanu došao do SAD-a putem priča oslobođenih zatočenika ili pisama, Amerikanci su počeli vršiti pritisak na vlastitu Vladu od koje su zahtijevali hitne akcije kojima bi se spriječili daljnji piratski napadi na američke brodove. 
U ožujku 1785. godine Thomas Jefferson i John Adams otišli su u London kako bi pregovarali s izaslanikom iz Tripolija, Ambasadorom Sidijem Hajiem Abdrahamanom (ili Sidi Haji Abdul Rahman Adja). Kada su se raspitali u vezi "izgovora za izazivanje rata s nacijom koja im nije učinila ništa nažao", ambasador je odgovorio:
U Kuranu je napisano da su svi oni koji nisu priznali Proroka griješnici te da kao takvi zaslužuju pljačku i zatočeništvo; svaki će mussulman koji bude ubijen u ovom ratovanju sigurno otići u raj. Također je rekao da onaj tko prvi zakorači na palubu ima pravo na jednog roba više od ostalih te da svaki mornar koji sudjeluje u napadu na neprijateljske brodove u obje ruke drži bodeže te jedan u svojim ustima zbog čega obično oni koji budu napadnuti odmah mole za milost.
Jefferson je o razgovoru izvijestio tadašnjeg Ministra vanjskih poslova Johna Jaya koji je prenio ambasadorove komentare i ponudu Kongresu. Jefferson je tvrdio da će plaćanje danka samo ohrabriti daljnje napade. Premda se John Adams slagao s Jeffersonom, on je vjerovao da su tadašnje okolnosti prisiljavale SAD da plaćaju danak sve dok ne bude izgrađena adekvatna mornarica. SAD su upravo završile iscrpljujući rat što je samu državu ostavilo u velikom dugu. Federalne i anti-federalne snage raspravljale su o potrebama zemlje i uvođenju poreza. Jeffersonovi Demokrati-Republikanci vjerovali su da se budućnost zemlje nalazi u proširenju na zapadno područje kontinenta te da nastavak trgovine Atlantikom prijeti daljnjim odlijevanjem novaca i energije na nepotrebne ratove Staroga svijeta. SAD su Alžiru platile otkupninu i nastavile plaćati iznos od milijun dolara jednom godišnje sljedećih 15 godina za mirnu plovidbu američkih brodova ili povratak američkih taoca. Plaćanje iznosa od milijun dolara za otkupnine i danak piratskim državama označavalo je otprilike trošak od 10% ukupnog prihoda SAD-a 1800. godine.
Jefferson je nastavljao s prijedlozima o prestanku davanja danka, uz sve veću potporu Georgea Washingtona i ostalih. Uz oformljavanje Američke mornarice 1794. godine te povećanja ratne moći na moru postalo je moguće da Amerika počne odbijati plaćati danak premda se do sada već stvorila navika koju je bilo teško promijeniti.

## Objava rata i pomorska blokada
Netom prije Jeffersonove inauguracije 1801. godine, Kongres SAD-a donio je pomorski zakon prema kojem je, između ostalog, dopušteno dodjeljivanje šest fregati koje će biti popunjene i kojima će biti upravljano onako kako odredi sam Predsjednik SAD-a. U slučaju objave rata Berberskih država, ti brodovi poslužit će "obrani naše trgovine i kažnjavanju njihove drskosti potapljanjem, spaljivanjem i uništavanjem njihovih brodova gdjegod oni budu pronađeni". Na dan Jeffersonove predsjedničke inauguracije 1801. godine, Yusuf Karamanli, paša iz Tripolija, zatražio je 225 tisuća dolara danka od nove administracije. Godine 1800. državni prihodi iznosili su nešto malo više od 10 milijuna dolara. Stavljajući u praksu svoja dugogodišnja uvjerenja, Jefferson je odbio platiti traženi iznos. To je kao posljedicu izazvalo objavu rata Paše 10. svibnja 1801. godine protiv SAD-a i to ne putem formalnih pisanih dokumenata već tradicionalnim berberskim putem koji je uključivao uništavanje koplja američke zastave ispred američkog konzulata. Provincije Alžir i Tunis nisu slijedile primjer svog saveznika iz Tripolija.
Kao odgovor Jefferson je poslao tek nekolicinu brodova kako bi zaštitili američke brodove i građane protiv potencijalne agresije, ali je inzistirao na tome da niti jedan brod nije ovlašten Ustavom, bez prethodnog odobrenja Kongresa, za prelazak linije obrane. Premda Kongres nikada službeno nije glasovao u vezi objave rata, ovlastili su Predsjednika da naredi svojim kapetanima da zarobe sve brodove i dobra koji pripadaju Paši iz Tripolija. Tako se američka eskadrila pridružila švedskoj flotili pod vodstvom Rudolfa Cederströma u blokadi Tripolija budući su Šveđani bili u ratu s Tripolitancima još od 1800. godine.
Dana 31. svibnja 1801. godine komodor Edward Preble otputovao je u Messinu (Sicilija) na dvor Kralja Ferdinanda IV iz Kraljevine Napulj. Zatražio je pomoć i dobio dobrog saveznika. Iako je Kraljevina u to vrijeme ratovala s Napoleonom, Ferdinand je Amerikance opskrbio ljudima, namirnicama, topovskim brodovima, obrtnicima i čamcima te odobrio korištenje luka u Messini, Syracuseu i Palermu za pomorsku bazu iz koje će krenuti operacije protiv Tripolija, lučke tvrđave koju je u to vrijeme branilo 150 komada teškog topništva s preko 25 tisuća vojnika te potpomognutu flotom od 10 jedrenjaka s dvije katarke, dvije škune s po osam topova svaka, dvije velike galije i 19 topovnjača.
Dana 1. kolovoza 1801. godine škuna Enterprise kojom je upravljao poručnik Andrew Sterret porazila je gusarski brod Tripoli nakon žestoke, ali jednostrane bitke.
Godine 1802. kao odgovor na Jeffersonov zahtjev za autoritetom kako bi se obračunao s piratima, Kongres je donio Zakon o zaštiti trgovine i pomoraca SAD-a protiv krstarica iz Tripolija prema kojem je Predsjedniku omogućeno "slanje naoružanih brodica SAD-a prema potrebi, a u svrhu zaštite efektivne trgovine i pomoraca u Atlantskom oceanu, Mediteranu i susjednim morima". Statut je autorizirao američke brodove da zauzmu brodove koji pripadaju zaljevu Tripoli, a da se zaplijenjena imovina raspodijeli onima koji su brodove zauzeli.

## Bitke
U listopadu 1803. godine flota iz Tripolija uspjela je zauzeti brod Philadelphia nakon što je ovaj obavljao rutinsku ophodnju kroz luku Tripolija. Američki pokušaji da se odupru napadima nisu uspjeli. Brod, njegov kapetan William Bainbridge i svi časnici i ostali članovi posade odvedeni su na obalu i držani kao taoci. Sam brod okrenut je protiv Amerikanaca i usidren u luci kao artiljerijska jedinica.
U noći 16. veljače 1804. godine poručnik Stephen Decatur je poveo malu skupinu američkih marinaca na zauzeti Tripolitanski preimenovani brod USS Intrepid te na taj način prevario čuvare na brodu Philadelphia koji su mu dopustili da plovi dovoljno blizu kako bi se na isti mogao ukrcati. Decaturovi ljudi su se brzo ukrcali na brod i svladali mornare iz Tripolija. Uz paljbenu pomoć ostalih američkih brodova, Marinci su zapalili brod Philadelphia te na taj način onesposobili njegovu funkciju za neprijatelje. Britanski admiral Horatio Nelson kojeg je u to vrijeme pratio glas hrabrog čovjeka od akcije navodno je ovaj napad prozvao "najodvažnijim činom tog doba".
Dana 14. srpnja Tripoli je napadnut serijom neuvjerljivih bitaka uključujući i hrabri, ali neuspješni napad u kojem se pokušao iskoristiti  Intrepid pod vodstvom kapetana Richarda Somersa kao paljbeni brod nakrcan eksplozivima i koji je poslan kako bi uplovio u luku Tripolija gdje je trebao biti uništen u eksploziji skupa s neprijateljskom flotom. Međutim, Intrepid je uništen, najvjerojatnije od strane neprijateljske vatre, prije nego što je ostvario svoj cilj, a kapetan Somers i kompletna posada su izginuli.
Prekretnica rata bila je Bitka za Dernu (koja se vodila u razdoblju od travnja do svibnja 1805. godine). Bivši konzul William Eaton, bivši vojni kapetan koji je koristio titulu "generala" i prvi poručnik američkih marinaca Presley O'Bannon predvodili su osmoricu marinaca i 500 plaćenika (Grka iz Krete, Arapa i Berbera) na marš kroz pustinju od Aleksandrije (Egipat) kako bi napali i zauzeli Tripolitanski grad Dernu. Ovo je bilo prvi puta u povijesti da je američka zastava podignuta u znak pobjede na stranom tlu. Samoj akciji odana je počast riječima himne Marinaca ...the shores of Tripoli (u slobodnom prijevodu: "obale Tripolija").

## Mirovni sporazum i posljedice
Umoran od konstantne blokade i racija te pod prijetnjom daljnjeg napredovanja u Tripoli i uz ideju povratka na vlast svog svrgnutog starijeg brata Hameta Karamanlija, Yusuf Karamanli je potpisao mirovni sporazum kojim je proglašeno primirje 10. lipnja 1805. godine. Drugi članak navedenog sporazuma je glasio:
Paša iz Tripolija će američkoj eskadrili koja se sada nalazi izvan Tripolija dati sve zarobljene Amerikance; svi oni koji se nalaze u američkom zarobljeništvu, a pripadaju Paši, bit će njemu isporučeni; broj Amerikanaca koji se nalaze u zarobljeništvu Paše iz Tripolija je otprilike tristo ljudi; broj Pašinih ljudi u zarobljeništvu kod Amerikanaca je otprilike stotinu ljudi; Paša iz Tripolija će od SAD-a dobiti sumu od šezdeset tisuća dolara kao naplatu za razliku u broju ovdje spomenutih zarobljenika.
Uz pristanak na plaćanje otkupnine u iznosu od 60 tisuća dolara za američke zarobljenike, Jeffersonova administracija povukla je jasnu crtu u različitom tumačenju plaćanja danka od plaćanja otkupnine. U to vrijeme neki su smatrali da je otkup mornara iz ropstva pravedna razmjena kojom će rat biti okončan. Međutim, William Eaton ostao je ogorčen do kraja svog života zbog sporazuma smatrajući da je njegov napor tijekom ratovanja u potpunosti rasut od strane diplomata Tobiasa Leara. Eaton i ostali smatrali su da je osvajanje Derne trebalo biti iskorišteno kao alat za pregovaranje u oslobađanju svih američkih zatvorenika bez plaćanja otkupnine. Nadalje, Eaton je vjerovao da je čast SAD-a kompromitirana u trenutku kada je Vlada SAD-a napustila Hameta Karamanlija nakon što mu je obećala da će mu pomoći vratiti ga na prijestolje Tripolija. Na Eatonove prigovore uglavnom su se svi oglušivali pogotovo nakon što je pozornost preusmjerena na zategnute međunarodne odnose koji će u konačnici dovesti do povlačenja američke mornarice iz ovog područja 1807. godine, a što će kasnije rezultirati Anglo-američkim ratom 1812. godine.
Prvi berberski rat bio je koristan za reputaciju vojnog zapovjedništva i ratnog mehanizma SAD-a koji do tada nisu bili testirani. Taj rat također pokazao i da Amerika može ratovati daleko od svog teritorija te da američke snage imaju koheziju zajedničkog ratovanja kao Amerikanci, a ne odvojeno kao ljudi iz npr. Georgije ili New Yorka. Američka mornarica i Marinci postali su trajni dio američke Vlade i američke povijesti, a Decatur se vratio u SAD kao prvi post-revolucionarni ratni heroj.
Međutim, problem berberskog piratstva nije bio u potpunosti riješen. Do 1807. godine Alžirci su ponovno započeli otimati američke brodove i njihovu posadu. Budući im je pozornost okupirao Anglo-američki rat, SAD nisu mogle odgovoriti na provokacije sve do 1815. godine kada se dogodio Drugi berberski rat tijekom kojeg su, zahvaljujući pomorskim pobjedama, komodori William Bainbridge i Stephen Decatur okončali sva plaćanja bilo kakvih danaka SAD-a bilo kome.

## Spomenik
Spomenik Tripoli, najstariji vojni spomenik u SAD-u odaje počast herojima Prvog berberskog rata: glavnom zapovjedniku Richardu Somersu, poručniku Jamesu Caldwellu, Jamesu Decaturu (bratu Stephena Decatura), Henryju Wadsworthu, Josephu Israelu i Johnu Dorseyu. Originalno poznat pod nazivom Mornarički spomenik (Naval Monument) isklesan je od mramora iz Carrare u Italiji 1806. godine te donesen u SAD na brodu Constitution ("Old Ironsides"). S originalne lokacije u Washingtonu premješten je na zapadnu terasu zgrade Kongresa te, konačno, 1860. godine na Američku mornaričku akademiju u Annapolisu (država Maryland).

### Daljnja literatura
- Henry Brooks Adams. 1989. History of the United States of America During the Administrations of Thomas Jefferson. Library of America izdanje
- Boot, Max. 2003. The Savage Wars of Peace: Small Wars and the Rise of American Power. Basic Books. New York City. ISBN 046500721X
- Daugherty, Leo J. 2009. The Marine Corps and the State Department: enduring partners in United States foreign policy, 1798.–2007. McFarland. ISBN 978-0-7864-3796-2
- James Tertius De Kay. 2004. A Rage for Glory: The Life of Commodore Stephen Decatur, USN. Free Press
- Lambert, Frank. 2005. The Barbary Wars: American Independence in the Atlantic World. Hill and Wang. New York. ISBN 978-0-8090-9533-9
- Michael B. Oren. 2007. Power, Faith, and Fantasy: The United States in the Middle East, 1776 to 2006. W.W. Norton & Co. New York. ISBN 978-0-393-33030-4
- David Smethurst. 2006. Tripoli: The United States' First War on Terror. Presidio Press. New York.
- Ian W. Toll. 2006. Six Frigates: The Epic History of the Founding of the U.S. Navy. W. W. Norton. ISBN 978-0-393-05847-5
- Joseph Wheelan. 2003. Jefferson's War: America's First War on Terror, 1801–1805. Carroll & Graf. New York.
- Richard Zacks. 2005. The Pirate Coast: Thomas Jefferson, the First Marines, and the Secret Mission of 1805. Hyperion. New York.

## Vanjske poveznice
- Barbary Warfare  Arhivirana inačica izvorne stranice od 21. siječnja 2013. (Wayback Machine)
- Treaties with The Barbary Powers :
- The Barbary Wars at the Clements Library: Internetska izložba Berberskih ratova sa slikama i transkriptima dokumenata iz tog razdoblja.
- Eric Scigliano. Our original Libyan misadventure. Salon.com. Inačica izvorne stranice arhivirana 20. travnja 2011. Pristupljeno 6. siječnja 2022.
- Joshua E. London. How America's war with the Barbary Pirates Established the U.S. Navy and Shaped a Nation. victoryintripoli.com. Inačica izvorne stranice arhivirana 18. prosinca 2014. Pristupljeno 19. rujna 2014.
- Joshua E. London. 4. svibnja 2006. Victory in Tripoli: Lessons for the War on Terrorism. Heritage Foundation (Heritage Lecture #940)
- First American-Barbary War